# Tomasz Stańko

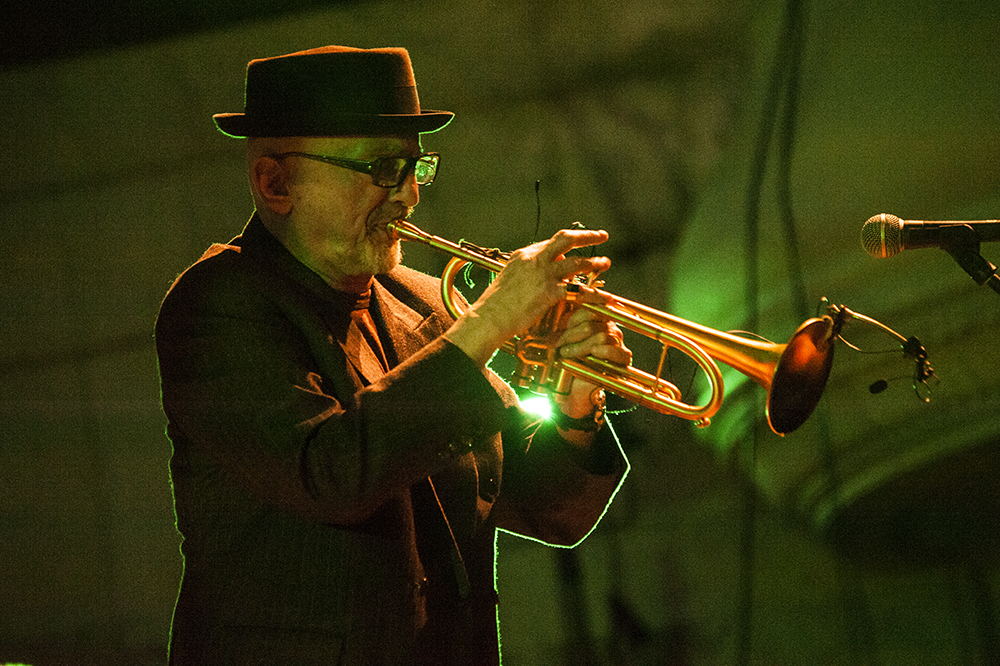
Tomasz Stańko i Koncerthuset, Warszawa - december 2010.

Tomasz Ludwik Stańko, född 11 juli 1942 i Rzeszów, död 29 juli 2018 i Warszawa, var en polsk jazztrumpetare, kompositör och pionjär inom avant-garde jazz.
Under 1960-talet var han ledare av kvartetten Jazz Darings, och senare spelade han i Trzaskowskis och Krzysztof Komedas musikgrupper. Mellan 1967 och 1973 hade han sin egen kvartett, ett av de mest berömda moderna jazzbanden i Polen.
Under senare år spelade han med flera olika musiker och alltmer solo. Från 1990-talet spelade han in album på det tyska skivbolaget ECM. Han komponerade musik för både film och teater. Stańko turnerade med Simple Acoustic Trio, med Marcin Wasilewski.

## Diskografi
- 1970 – Music for K.
- 1972 – Jazzmessage from Poland
- 1973 – Purple Sun
- 1974 – Fish Face
- 1975 – TWET
- 1975 – Tomasz Stańko & Adam Makowicz Unit
- 1976 – Unit
- 1976 – Balladyna
- 1978 – Live at Remont
- 1978 – Almost Green
- 1980 – Music from Taj Mahal and Carla Caves
- 1983 – Stanko
- 1984 – Music 81
- 1985 – AiJ
- 1985 – C.O.C.X.
- 1986 – Korozje
- 1986 – Lady Go...
- 1988 – Witkaey Peyotl / Freelectronic
- 1988 – The Montreux Performance
- 1989 – Chameleon
- 1989 – Tomasz Stańko Polish Jazz vol. 8
- 1991 – Tales for Girl, 12, and a Shaky Chica
- 1992 – Bluish
- 1993 – Bosonossa and Other Ballads
- 1994 – A Farewell to Maria
- 1994 – Balladyna – Theater Play Compositions
- 1995 – Matka Joanna
- 1996 – Roberto Zucco
- 1997 – Leosia
- 1997 – Litania – The Music of Krzysztof Komeda
- 1999 – From the Green Hill
- 2001 – Egzekutor
- 2001 – Reich
- 2002 – Soul of Things
- 2004 – Suspended Night
- 2004 – Selected Recordings (samlingsalbum)
- 2005 – Wolność w Sierpniu (Freedom in August)
- 2006 – Lontano
- 2009 – Dark Eyes
- 2013 – Wislawa